# Prvi razred 1930-1931
La Prvi razred 1930./31. (in lingua italiana prima classe 1930-31), in cirillico Први разред 1930./31., fu la dodicesima edizione della massima divisione delle varie sottofederazioni (podsaveze) in cui era diviso il sistema calcistico del Regno di Jugoslavia.
Le vincenti sarebbero dovute accedere al Državno prvenstvo 1930-1931 (campionato nazionale) per designare la squadra campione.

## Sottofederazioni
```
I campionati delle sottofederazioni sono iniziati a settembre 1930, ma – a tornei in corso – la federazione decide di cambiare formula: le squadre principali disputeranno le qualificazioni (21 compagini per 6 posti, divise in 3 gironi) per il campionato nazionale, mentre le rimanenti continueranno senza di loro.
[
1
]
```

### Lubiana

#### Gruppo Lubiana
|  | Pos. | Squadra        | Pt | G | V | N | P | GF | GS | QR    |
|  | ---- | -------------- | -- | - | - | - | - | -- | -- | ----- |
|  | 1.   | Svoboda        | 6  | 4 | 3 | 0 | 1 | 11 | 7  | 1,571 |
|  | 2.   | Hermes Lubiana | 5  | 4 | 2 | 1 | 1 | 12 | 7  | 1,714 |
|  | 3.   | Grafika        | 1  | 4 | 0 | 1 | 3 | 6  | 15 | 0,400 |

|          | Pri  | Ili  | Svo  | Her  | Gra  |
| -------- | ---- | ---- | ---- | ---- | ---- |
| Primorje | –––– | 3-1  | 9-0  | 3–0  | 3-0  |
| Ilirija  | -    | –––– | 11-1 | 3–0  | 3-0  |
| Svoboda  | -    | -    | –––– | 3–0  | 3-1  |
| Hermes   | -    | -    | 0-5  | –––– | 4-1  |
| Grafika  | -    | -    | 1-5  | 3-3  | –––– |

#### Gruppo Celje
|                                           | Pos. | Gruppo Celje    | Pt | G | V | N | P | GF | GS | QR    |
| ----------------------------------------- | ---- | --------------- | -- | - | - | - | - | -- | -- | ----- |
|                                           | 1.   | Athletik Celje  | 11 | 6 | 5 | 1 | 0 | 30 | 4  | 7,500 |
|                                           | 2.   | Olimp Celje     | 8  | 6 | 3 | 2 | 1 | 16 | 9  | 1,777 |
|                                           | 3.   | Šoštanj         | 5  | 6 | 2 | 1 | 3 | 10 | 26 | 0,384 |
|                                           | 4.   | Celje           | 0  | 6 | 0 | 0 | 6 | 3  | 20 | 0,150 |
|                                           | Pos. | Gruppo Trbovlje | Pt | G | V | N | P | GF | GS | QR    |
|                                           | 1.   | Trbovlje SK     | 6  | 4 | 3 | 0 | 1 | 15 | 7  | 2,142 |
|                                           | 2.   | Amater Trbovlje | 6  | 4 | 3 | 0 | 1 | 14 | 8  | 1,750 |
|                                           | 3.   | Dobrna          | 0  | 4 | 0 | 0 | 4 | 2  | 16 | 0,125 |
| Finale: Athletik Celje–Trbovlje 5–3 e 2–2 |      |                 |    |   |   |   |   |    |    |       |

|          | Ath  | Oli  | Sos  | Cel  | Trb  | Ama  | Dob  |
| -------- | ---- | ---- | ---- | ---- | ---- | ---- | ---- |
| Athletik | –––– | 1-1  | 10-0 | 4-0  | -    | -    | -    |
| Olimp    | 1-3  | –––– | 6-1  | 4-3  | -    | -    | -    |
| Sostanj  | 2-9  | 1-1  | –––– | 3–0  | -    | -    | -    |
| Celje    | 0-3  | 0-3  | 0-3  | –––– | -    | -    | -    |
| .        |      |      |      |      |      |      |      |
| Trbovlje | -    | -    | -    | -    | –––– | 7-4  | 5-1  |
| Amater   | -    | -    | -    | -    | 2-0  | –––– | 5-1  |
| Dobrna   | -    | -    | -    | -    | 0-3  | 0-3  | –––– |

#### Gruppo Maribor
|  | Pos. | Squadra            | Pt | G | V | N | P | GF | GS | QR    |
|  | ---- | ------------------ | -- | - | - | - | - | -- | -- | ----- |
|  | 1.   | 1.SŠK Maribor      | 9  | 6 | 4 | 1 | 1 | 38 | 6  | 6,333 |
|  | 2.   | Železničar Maribor | 7  | 6 | 2 | 3 | 1 | 20 | 5  | 4,000 |
|  | 3.   | Rapid Marburg      | 7  | 6 | 2 | 3 | 1 | 14 | 8  | 1,750 |
|  | 4.   | Svoboda Maribor    | 1  | 6 | 0 | 1 | 5 | 4  | 57 | 0,070 |

|            | Mar  | Žel  | Rap  | Svo  |
| ---------- | ---- | ---- | ---- | ---- |
| Maribor    | –––– | 4-2  | 4-1  | 14-1 |
| Železničar | 1-1  | –––– | 0-0  | 12-0 |
| Rapid      | 1-0  | 1-1  | –––– | 3-3  |
| Svoboda    | 0-15 | 0-4  | 0-8  | –––– |

#### Finali
|                   | Semifinale |                | Data       |
| ----------------- | ---------- | -------------- | ---------- |
| Athletik Celje    | 2–1        | 1.SŠK Maribor  | 21.06.1931 |
| 1.SŠK Maribor     | 8–1        | Athletik Celje | 05.07.1931 |
|                   |            |                |            |
| Svoboda esentato  |            |                |            |
|                   |            |                |            |
|                   | Finale     |                |            |
| 1.SŠK Maribor     | 7–2        | Svoboda        | 12.07.1931 |
| Svoboda           | 0–6        | 1.SŠK Maribor  | 02.08.1931 |
|                   |            |                |            |
| Fonte: exyufudbal |            |                |            |

### Zagabria
|                   | Pos. | Squadra              | Pt | G | V | N | P | GF | GS | QR    |
| ----------------- | ---- | -------------------- | -- | - | - | - | - | -- | -- | ----- |
|                   | 1.   | Viktorija Zagabria   | 14 | 8 | 7 | 0 | 1 | 28 | 5  | 5,600 |
|                   | 2.   | Željezničar Zagabria | 12 | 8 | 5 | 2 | 1 | 24 | 11 | 2,181 |
|                   | 3.   | Sokol Zagabria       | 6  | 8 | 2 | 2 | 4 | 6  | 13 | 0,461 |
|                   | 4.   | Šparta Zagabria      | 4  | 8 | 1 | 2 | 5 | 6  | 18 | 0,333 |
|                   | 5.   | Grafičar Zagabria    | 4  | 8 | 1 | 2 | 5 | 7  | 24 | 0,291 |
| Fonte: exyufudbal |      |                      |    |   |   |   |   |    |    |       |

|                   | Gra  | HAŠ  | Con  | Vik  | Žel  | Sok  | Špa  | Gra  |
| ----------------- | ---- | ---- | ---- | ---- | ---- | ---- | ---- | ---- |
| Građanski         | –––– | -    | 4-0  | 1-0  | 2-0  | 3-1  | 3-0  | 2-1  |
| HAŠK              | 6-4  | –––– | 3-2  | 3-0  | 6-4  | 4-0  | 9-0  | 2-2  |
| Concordia         | 1-5  | -    | –––– | 2-1  | 3-0  | 1-1  | -    | 4-2  |
| Viktorija         | 0-2  | 1-1  | -    | –––– | 3-0  | 2-0  | 2-0  | 5-0  |
| Željezničar       | -    | -    | 3-2  | 4-0  | –––– | 3-1  | 3-0  | 3-3  |
| Sokol             | -    | 1-2  | -    | 0-1  | 1-6  | –––– | 0-0  | 1-0  |
| Šparta            | -    | 0-3  | -    | 0-6  | 2-2  | 0-3  | –––– | 4-0  |
| Grafičar          | -    | -    | -    | 1-8  | 1-3  | 0-0  | 2-0  | –––– |
| Fonte: exyufudbal |      |      |      |      |      |      |      |      |

### Osijek
|                   | Pos. | Squadra       | Pt | G | V | N | P | GF | GS | QR    |
| ----------------- | ---- | ------------- | -- | - | - | - | - | -- | -- | ----- |
|                   | 1.   | Hajduk Osijek | 8  | 4 | 4 | 0 | 0 | 18 | 4  | 4,500 |
|                   | 2.   | Makabi Osijek | 4  | 4 | 2 | 0 | 2 | 6  | 8  | 0,750 |
|                   | 3.   | ŽAK Osijek    | 0  | 4 | 0 | 0 | 4 | 3  | 15 | 0,600 |
| Fonte: exyufudbal |      |               |    |   |   |   |   |    |    |       |

|                   | Sla  | Gra  | Haj  | Mak  | ŽAK  |
| ----------------- | ---- | ---- | ---- | ---- | ---- |
| Slavija           | –––– | -    | -    | 6-0  | 2-0  |
| Građanski         | -    | –––– | -    | 3-0  | -    |
| Hajduk            | -    | 1-0  | –––– | 5-1  | 9-2  |
| Makabi            | -    | -    | 1-2  | –––– | 1-0  |
| ŽAK               | -    | -    | 0-2  | 1-3  | –––– |
| Fonte: exyufudbal |      |      |      |      |      |

### Subotica

#### Città
|  | Pos. | Squadra                        | Pt | G  | V | N | P | GF | GS | QR    |
|  | ---- | ------------------------------ | -- | -- | - | - | - | -- | -- | ----- |
|  | 1.   | ŽAK Subotica                   | 15 | 10 | 7 | 1 | 2 | 25 | 12 | 2,083 |
|  | 2.   | Ferum Subotica                 | 15 | 10 | 7 | 1 | 2 | 17 | 16 | 1,062 |
|  | 3.   | SMTC Subotica                  | 13 | 10 | 6 | 1 | 3 | 26 | 14 | 1,857 |
|  | 4.   | Sport Subotica                 | 11 | 10 | 5 | 1 | 4 | 11 | 11 | 1,000 |
|  | 5.   | Subotička Električna Centralna | 3  | 10 | 1 | 1 | 8 | 13 | 24 | 0,541 |
|  | 6.   | Poštari                        | 3  | 10 | 1 | 1 | 8 | 8  | 23 | 0,347 |

|            | Bač  | SAN  | ŽAK  | F/S  | SMT  | Spo  | SEC  | Poš  |
| ---------- | ---- | ---- | ---- | ---- | ---- | ---- | ---- | ---- |
| Bačka      | –––– | 2-1  | -    | 2-2  | 2-1  | 2-2  | 3-1  | 4-2  |
| SAND       | 0-0  | –––– | -    | 3-0  | 2-1  | 5-1  | 6-1  | 3-1  |
| ŽAK        | -    | 1-0  | –––– | 5-2  | 2-2  | 0-1  | 5-1  | 2-1  |
| Ferum/Soko | -    | -    | 3-2  | –––– | 3-1  | 2-0  | 1-0  | 3-2  |
| SMTC       | -    | -    | 0-2  | 5-0  | –––– | 2-1  | 5-3  | 3-1  |
| Sport      | -    | -    | 1-2  | 0-0  | 0-2  | –––– | 2-1  | 2-0  |
| SEC        | -    | 1-2  | 1-2  | 1-2  | 2-0  | 2-3  | –––– | 1-1  |
| Poštari    | 2-8  | 1-5  | 0-3  | 0-1  | 0-6  | 0-1  | 3-1  | –––– |

#### Provincia
|  | Pos. | Squadra          | Pt | G  | V  | N | P  | GF | GS | QR    |
|  | ---- | ---------------- | -- | -- | -- | - | -- | -- | -- | ----- |
|  | 1.   | SSU Sombor       | 30 | 20 | 13 | 4 | 3  | 70 | 31 | 2,258 |
|  | 2.   | Soko Stari Bečej | 28 | 20 | 13 | 2 | 5  | 57 | 44 | 1,295 |
|  | 3.   | 3 Zvezde Apatin  | 23 | 20 | 9  | 5 | 6  | 39 | 37 | 1,054 |
|  | 4.   | Soko Sombor      | 21 | 20 | 8  | 5 | 7  | 39 | 31 | 1,258 |
|  | 5.   | Senta            | 20 | 20 | 9  | 2 | 9  | 50 | 48 | 1,041 |
|  | 6.   | Odžački ŠK       | 20 | 20 | 9  | 2 | 9  | 42 | 42 | 1,000 |
|  | 7.   | Dulcis Vrbas     | 18 | 20 | 6  | 6 | 8  | 35 | 37 | 0,945 |
|  | 8.   | Somborsko GD     | 18 | 20 | 8  | 2 | 10 | 27 | 45 | 0,600 |
|  | 9.   | Vrbas            | 16 | 20 | 7  | 2 | 11 | 39 | 43 | 0,906 |
|  | 10.  | ŽAK Sombor       | 16 | 20 | 6  | 4 | 10 | 36 | 46 | 0,782 |
|  | 11.  | Radnički Senta   | 10 | 20 | 3  | 4 | 13 | 25 | 55 | 0,454 |

|              | Som  | SSB  | 3Zv  | S.S  | SAC  | OSC  | Dul  | SGD  | VSC  | ŽAK  | Rad  |
| ------------ | ---- | ---- | ---- | ---- | ---- | ---- | ---- | ---- | ---- | ---- | ---- |
| Somborski    | –––– | 9-0  | 4-2  | 2-2  | 5-1  | 4-1  | 1-1  | 1-2  | 6-0  | 5-1  | 2-1  |
| Soko (SB)    | 4-2  | –––– | 7-1  | 1-0  | 3-2  | 4-1  | 2-0  | 1-2  | 3-3  | 6-0  | 3-3  |
| 3 Zvezde     | 4-2  | 6-0  | –––– | 1-0  | 1-3  | 2-0  | 2-2  | 2-1  | 4-2  | 2-0  | 3-0  |
| Soko (S)     | 1-2  | 4-1  | 4-0  | –––– | 3-2  | 1-1  | 2-2  | 2-0  | 1-0  | 2-2  | 6-1  |
| SAC Senta    | 2-2  | 1-0  | 3-1  | 2-1  | –––– | 5-4  | 4-1  | 5-2  | 4-1  | 5-1  | 2-2  |
| Odžački SC   | 1-3  | 2-1  | 0-0  | 2-3  | 2-0  | –––– | 4-1  | 0-3  | 3-0  | 5-1  | 6-0  |
| Dulcis       | 3-3  | 1-3  | 2-0  | 4-2  | 2-1  | 5-1  | –––– | 4-1  | 0-1  | 1-1  | 2-1  |
| Somborsko GD | 0-5  | 1-5  | 2-2  | 2-2  | 2-1  | 1-3  | 1-0  | –––– | 2-1  | 1-0  | 2-0  |
| Vrbas SC     | 2-3  | 1-2  | 1-2  | 1-3  | 6-2  | 4-0  | 2-2  | 2-0  | –––– | 4-0  | 5-1  |
| ŽAK          | 2-4  | 2-5  | 2-2  | 4-0  | 5-0  | 1-2  | 2-0  | 6-0  | 3-1  | –––– | 1-0  |
| Radnički     | 1-5  | 1-3  | 2-2  | 0-1  | 1-4  | 3-4  | 3-2  | 3-2  | 3-1  | 1-1  | –––– |

#### Finale
|                   | Finale |              | Date       |
| ----------------- | ------ | ------------ | ---------- |
| ŽAK Subotica      | 3–2    | SSU Sombor   | 23.08.1931 |
| SSU Sombor        | 1–1    | ŽAK Subotica | 30.08.1931 |
|                   |        |              |            |
| Fonte: exyufudbal |        |              |            |

### Novi Sad
|                   | Pos. | Squadra                | Pt | G | V | N | P | GF | GS | QR    |
| ----------------- | ---- | ---------------------- | -- | - | - | - | - | -- | -- | ----- |
|                   | 1.   | NAK Novi Sad           | 10 | 6 | 5 | 0 | 1 | 15 | 5  | 5,000 |
|                   | 2.   | Radnički Novi Sad      | 7  | 6 | 3 | 1 | 2 | 9  | 7  | 1,285 |
|                   | 3.   | Građanski S. Mitrovica | 6  | 6 | 3 | 0 | 3 | 12 | 9  | 1,333 |
|                   | 4.   | Sparta Ruma            | 1  | 6 | 0 | 1 | 5 | 1  | 16 | 0,062 |
| Fonte: exyufudbal |      |                        |    |   |   |   |   |    |    |       |

|                   | Mač  | Voj  | NAK  | Rad  | Gra  | Spa  |
| ----------------- | ---- | ---- | ---- | ---- | ---- | ---- |
| Mačva             | –––– | 4-2  | 2-1  | 5-0  | 2-2  | 4-0  |
| Vojvodina         | 2-0  | –––– | 1-0  | -    | 4-0  | 7-1  |
| NAK               | 0-3  | 0-2  | –––– | 0-1  | 3-2  | 3-0  |
| Radnički          | 1-1  | 0-7  | 1-4  | –––– | 4-0  | 2-0  |
| Građanski         | 0-2  | -    | 0-1  | 3-1  | –––– | 4-0  |
| Sparta            | 1-7  | -    | 1-4  | 0-0  | 0-3  | –––– |
| Fonte: exyufudbal |      |      |      |      |      |      |

### Veliki Bečkerek

#### Gruppo Veliki Bečkerek
|  | Pos. | Squadra        | Pt | G  | V  | N | P  | GF | GS | QR    |
|  | ---- | -------------- | -- | -- | -- | - | -- | -- | -- | ----- |
|  | 1.   | Borac          | 22 | 12 | 11 | 0 | 1  | 62 | 11 | 5,636 |
|  | 2.   | Švebiše        | 16 | 12 | 7  | 2 | 3  | 41 | 29 | 1,413 |
|  | 3.   | Radnički       | 13 | 12 | 6  | 1 | 3  | 31 | 18 | 1,722 |
|  | 4.   | ŽSK            | 13 | 12 | 5  | 3 | 4  | 22 | 19 | 1,157 |
|  | 5.   | Vojvodina      | 12 | 12 | 5  | 2 | 5  | 25 | 27 | 0,925 |
|  | 6.   | Jedinstvo/Soko | 5  | 12 | 2  | 1 | 9  | 14 | 48 | 0,291 |
|  | 7.   | Orao           | 3  | 12 | 1  | 1 | 10 | 13 | 56 | 0,232 |

|                | Obi  | Bor  | Šve  | Rad  | ŽSK  | Voj  | J/S  | Ora  |
| -------------- | ---- | ---- | ---- | ---- | ---- | ---- | ---- | ---- |
| Obilić         | –––– | -    | -    | 5-2  | 9-1  | 3-4  | 2-0  | 6-0  |
| Borac          | 3-4  | –––– | 7-2  | 4-1  | 4-0  | 3-1  | 7-0  | 10-0 |
| Švebiše        | 2-5  | 4-2  | –––– | 4-2  | 1-3  | 0-0  | 4-2  | 4-2  |
| Radnički       | 2-3  | 1-4  | 2-0  | –––– | 1-7  | 2-2  | 8-0  | 5-0  |
| ŽSK            | -    | 0-2  | 2-2  | 6-2  | –––– | 1-0  | 1-6  | 2-3  |
| Vojvodina      | 0-5  | 1-8  | 2-2  | 1-3  | 2-2  | –––– | 4-1  | 2-0  |
| Jedinstvo/Soko | 0-2  | 1-4  | 1-7  | 3-0  | 1-1  | 3-0  | –––– | 3-2  |
| Orao           | 2-4  | 0-8  | 2-5  | 1-5  | 1-6  | 2-1  | 3-6  | –––– |

#### Gruppo Velika Kikinda
|  | Pos. | Squadra            | Pt | G  | V | N | P | GF | GS | QR    |
|  | ---- | ------------------ | -- | -- | - | - | - | -- | -- | ----- |
|  | 1.   | Delija Mokrin      | 15 | 10 | 7 | 1 | 2 | 28 | 15 | 1,866 |
|  | 2.   | Kosovo             | 14 | 10 | 6 | 2 | 2 | 33 | 14 | 2,357 |
|  | 3.   | Srbija             | 14 | 10 | 6 | 2 | 2 | 34 | 15 | 2,266 |
|  | 4.   | Slaven             | 10 | 10 | 4 | 2 | 4 | 17 | 25 | 0,680 |
|  | 5.   | Radnički           | 5  | 10 | 2 | 1 | 7 | 9  | 35 | 0,257 |
|  | 6.   | Jedinstvo N. Bečej | 2  | 10 | 1 | 0 | 9 | 13 | 30 | 0,433 |

|           | Del  | Kos  | Srb  | Sla  | Rad  | Jed  |
| --------- | ---- | ---- | ---- | ---- | ---- | ---- |
| Delija    | –––– | 5-4  | 2-2  | 2-0  | 4-0  | 4-3  |
| Kosovo    | 1-0  | –––– | 2-2  | 2-2  | 5-0  | 7-0  |
| Srbija    | 1-5  | 2-4  | –––– | 4-0  | 2-1  | 3-0  |
| Slaven    | 3-0  | 0-4  | 0-8  | –––– | 4-0  | 3-0  |
| Radnički  | 0-3  | 2-1  | 0-8  | 3-3  | –––– | 2-1  |
| Jedinstvo | 1-3  | 1-3  | 1-2  | 1-2  | 2-1  | –––– |

#### Gruppo Vršac
|  | Pos. | Squadra     | Pt | G | V | N | P | GF | GS | QR    |
|  | ---- | ----------- | -- | - | - | - | - | -- | -- | ----- |
|  | 1.   | Dušan Silni | 11 | 6 | 5 | 1 | 0 | 22 | 5  | 4,400 |
|  | 2.   | Viktorija   | 6  | 6 | 2 | 2 | 2 | 15 | 14 | 1,071 |
|  | 3.   | Privrednik  | 4  | 6 | 2 | 0 | 4 | 9  | 20 | 0,450 |
|  | 4.   | Radnički    | 3  | 6 | 1 | 1 | 4 | 12 | 19 | 0,631 |

|            | D.S  | Vik  | Pri  | Rad  |
| ---------- | ---- | ---- | ---- | ---- |
| D. Silni   | –––– | 2-1  | 8-1  | 3-0  |
| Viktorija  | 2-2  | –––– | 3-2  | 5-3  |
| Privrednik | 0-3  | 2-1  | –––– | 4-3  |
| Radnički   | 1-4  | 3-3  | 2-0  | –––– |

#### Gruppo Pančevo
|  | Pos. | Squadra   | Pt | G | V | N | P | GF | GS | QR    |
|  | ---- | --------- | -- | - | - | - | - | -- | -- | ----- |
|  | 1.   | Banat     | 12 | 6 | 6 | 0 | 0 | 23 | 3  | 7,666 |
|  | 2.   | Jedinstvo | 8  | 6 | 4 | 0 | 2 | 12 | 10 | 1,200 |
|  | 3.   | KSK Kovin | 4  | 6 | 2 | 0 | 4 | 11 | 15 | 0,733 |
|  | 4.   | Jadran    | 0  | 6 | 0 | 0 | 6 | 4  | 22 | 0,181 |

|             | PSK  | Ban  | Jed  | KSK  | Jad  |
| ----------- | ---- | ---- | ---- | ---- | ---- |
| PSK Pančevo | –––– | 1-1  | 0-0  | 5-0  | 15-1 |
| Banat       | 2-4  | –––– | 3-2  | 5-0  | 2-0  |
| Jedinstvo   | 0-1  | 0-5  | –––– | 3-2  | 3-0  |
| KSK         | -    | 0-3  | 0-1  | –––– | 6-1  |
| Jadran      | 1-3  | 1-5  | 0-3  | 2-3  | –––– |

#### Fase finale
| Partita                               | And. | Rit. |
| ------------------------------------- | ---- | ---- |
| QUARTI                                |      |      |
| Borac V. Bečkerek – Kosovo V. Kikinda | 8–0  | 1–1  |
| Delija Mokrin – Švebiše V. Bečkerek   | 3–1  | 1–0  |
| Viktorija Vršac – Banat Pančevo       | 0–1  | 1–5  |
| Dušan Silni Vršac – Jedinstvo Pančevo | 4–1  | 2–2  |
| SEMIFINALI                            |      |      |
| Delija Mokrin – Borac V. Bečkerek     | 0–7  | 3–2  |
| Dušan Silni Vršac – Banat Pančevo     | 4–0  | 10–2 |
| FINALE                                |      |      |
| Dušan Silni Vršac – Borac V. Bečkerek | 2–1  | 2–3  |
| Fonte: exyufudbal                     |      |      |

### Belgrado
```
Il campionato fu interrotto dalla partenza di BSK, Jugoslavija e Soko al 
campionato nazionale
; i loro risultati furono cancellati ma anche le altre squadre non giocarono le rimanenti partite di campionato, quindi alla fine il torneo fu annullato il 23 giugno 1931 con decisione della BLP (la sottofederazione di Belgrado).
```

|                   | Pos. | Squadra            | Pt | G | V | N | P | GF | GS | QR    |
| ----------------- | ---- | ------------------ | -- | - | - | - | - | -- | -- | ----- |
|                   | 1.   | Jugoslavija        | 16 | 8 | 8 | 0 | 0 | 37 | 5  | 7,400 |
|                   | 2.   | BSK Belgrado       | 11 | 7 | 5 | 1 | 1 | 27 | 9  | 3,000 |
|                   | 3.   | Jedinstvo Belgrado | 8  | 8 | 4 | 0 | 4 | 17 | 20 | 0,850 |
|                   | 4.   | Soko Belgrado      | 7  | 6 | 3 | 1 | 2 | 17 | 11 | 1,545 |
|                   | 5.   | Šparta Zemun       | 6  | 7 | 3 | 0 | 4 | 16 | 25 | 0,640 |
|                   | 6.   | Grafičar Belgrado  | 2  | 8 | 1 | 0 | 7 | 7  | 37 | 0,189 |
|                   | 7.   | Obilić             | 0  | 6 | 0 | 0 | 6 | 7  | 21 | 0,333 |
| Fonte: exyufudbal |      |                    |    |   |   |   |   |    |    |       |

|                   | Jug  | BSK  | Jed  | Sok  | Špa  | Gra  | Obi  |
| ----------------- | ---- | ---- | ---- | ---- | ---- | ---- | ---- |
| Jugoslavija       | –––– | -    | 4-0  | 3-2  | 4-0  | 8-0  | 6-1  |
| BSK               | 1-4  | –––– | 2-0  | 3-3  | 9-0  | 6-0  | 2-1  |
| Jedinstvo         | -    | 1-4  | –––– | -    | 3-1  | 1-0  | 5-2  |
| Soko              | -    | -    | 6-1  | –––– | -    | 3-1  | 1-0  |
| Šparta            | 1-3  | -    | -    | 3-2  | –––– | 7-2  | 4-2  |
| Grafičar          | 0-5  | -    | 1-6  | -    | -    | –––– | 3-1  |
| Obilić            | -    | -    | -    | -    | -    | -    | –––– |
| Fonte: exyufudbal |      |      |      |      |      |      |      |

### Sarajevo
```
Dopo l'abbandono di Slavija e SAŠK per il 
campionato nazionale
 in aprile, i loro risultati sono stati cancellati ed è stata inclusa la Virtus di 
Sjetlina
 (un sobborgo di 
Pale
), che in seguito ha recuperato tutte le partite.
```

|                   | Pos. | Squadra         | Pt | G | V | N | P | GF | GS | QR    |
| ----------------- | ---- | --------------- | -- | - | - | - | - | -- | -- | ----- |
|                   | 1.   | Sloga Sarajevo  | 11 | 6 | 5 | 0 | 1 | 24 | 6  | 4,000 |
|                   | 2.   | Željezničar     | 6  | 6 | 2 | 2 | 2 | 8  | 11 | 0,727 |
|                   | 3.   | Virtus Sjetlina | 4  | 6 | 1 | 2 | 3 | 9  | 15 | 0,600 |
|                   | 4.   | Hajduk Sarajevo | 3  | 6 | 0 | 3 | 3 | 4  | 13 | 1,333 |
| Fonte: exyufudbal |      |                 |    |   |   |   |   |    |    |       |

|                   | Sla  | SAŠ  | Slo  | Žel  | Vir  | Haj  |
| ----------------- | ---- | ---- | ---- | ---- | ---- | ---- |
| Slavija           | –––– | -    | -    | 5-0  | -    | -    |
| SAŠK              | -    | –––– | 1-1  | 1-0  | -    | -    |
| Sloga             | -    | -    | –––– | 4-2  | 6-2  | 5-0  |
| Željezničar       | -    | -    | 0-4  | –––– | 2-1  | 2-0  |
| Virtus            | -    | -    | 1-4  | 1-1  | –––– | 2-2  |
| Hajduk            | 3-3  | 0-3  | 1-1  | 1-1  | 0-2  | –––– |
| Fonte: exyufudbal |      |      |      |      |      |      |

### Spalato

#### Autunno
| Data | Partita                                      | Ris.                | Note                   |
| --- | -------------------------------------------- | ------------------- | ---------------------- |
| PRIMO TURNO |                                              |                     |                        |
| 23.11.1930 | JŠK Spalato – Dalmatinac Spalato             | 2–0                 | I župa                 |
| 23.11.1930 | Jadran Kaštel Sućurac – Primorac Kaštel Novi | 3–2 (dts)           | I župa                 |
| 23.11.1930 | Junak Sinj – GOŠK K. Gomilica                | 0–3                 | I župa                 |
| 23.11.1930 | Komita Omiš – Orkan Dugi Rat                 | 3–0                 | I župa                 |
| 23.11.1930 | Vis – Zmaj Makarska                          | 0–3                 | I župa                 |
| Unac Drvar esentato | Unac Drvar esentato                          | Unac Drvar esentato | I župa                 |
| SECONDO TURNO |                                              |                     |                        |
| 30.11.1930 | Komita Omiš – GOŠK K. Gomilica               | 0–3                 | I župa                 |
| 30.11.1930 | Zmaj Makarska – Unac Drvar                   | 7–0                 | I župa                 |
| 30.11.1930 | JŠK Spalato – Jadran Kaštel Sućurac          | 1–0                 | I župa                 |
| SEMIFINALI PARROCCHIALI |                                              |                     |                        |
| 21.12.1930 | JŠK Spalato – GOŠK K. Gomilica               | 2–0                 | I župa                 |
| 04.01.1931 | Hajduk Spalato – Zmaj Makarska               | 14–0                | I župa                 |
| 23.11.1930 | Primorac Kotor – Bokelj                      | n.d.                | III župa               |
| 30.11.1930 | Orjen Tivat – Zrinjski Tivat                 | 3–0                 | III župa               |
| 23.11.1930 | Crnogorac – Lovćen                           | 2–1                 | IV župa                |
| 23.11.1930 | Balšić – Budućnost                           | 3–1                 | IV župa                |
| 23.11.1930 | Obilić Nikšić – Hercegovac Nikšić            | 3–1                 | V župa                 |
| 23.11.1930 | Njegoš Berane – Crnojević Bar                | 3–0                 | V župa                 |
| FINALI PARROCCHIALI |                                              |                     |                        |
| 11.01.1931 | JŠK Spalato – Hajduk Spalato                 | 0–6                 | I župa                 |
| 23.11.1930 | GOŠK Dubrovnik II – Građanski Dubrovnik      | 2–0                 | II župa                |
| 07.12.1930 | Jugosloven Kotor – Orjen Tivat               | 0–3                 | III župa               |
| 07.12.1930 | Crnogorac – Balšić                           | 0–1                 | IV župa                |
| 23.11.1930 | Obilić Nikšić – Njegoš Berane                | 3–0                 | V župa                 |
| FASE FINALE |                                              |                     |                        |
| 21.12.1930 | Građanski Dubrovnik – Orjen Tivat            | 1–4                 | Semifinale provinciale |
| 21.12.1930 | Balšić – Obilić Nikšić                       | 1–0                 | Semifinale provinciale |
| 04.01.1931 | Orjen Tivat – Balšić                         | 0–1                 | Finale provinciale     |
| FINALISSIMA |                                              |                     |                        |
| Non viene disputata perché l'Hajduk è andato in tournée in Sud America mentre i club del Montenegro sono confluiti nella neonata sottofederazione |                                              |                     |                        |
| Fonte: exyufudbal |                                              |                     |                        |

#### Primavera
```
Data l'uscita delle squadre della 
banovina della Zeta
, confluite nella neoformata sottofederazione di 
Cettigne
 (
Cetinjski nogometni podsavez
), nella sottofederazione di Spalato sono rimaste solo le compagini che prima ricadevano nella 
I župa
. L'
Hajduk
 non vi partecipa in quanto invitato al 
Državno prvenstvo 1930-1931
.
```

| PRIMO TURNO       |                                           |      |
| 12.04.1931        | GOŠK K. Gomilica – Junak Sinj             | 1–0  |
| 12.04.1931        | Komita Omiš – Jadran Kaštel Sućurac       | 0–3  |
| 12.04.1931        | GOŠK Dubrovnik – Građanski Dubrovnik      | n.d. |
| 12.04.1931        | Zmaj Makarska – Vis                       | 3–0  |
| 26.04.1931        | Dalmatinac Spalato – Primorje Kaštel Novi | 1–1  |
| SECONDO TURNO     |                                           |      |
| 12.04.1931        | GOŠK K. Gomilica – Jadran Kaštel Sućurac  | 4–1  |
| 03.05.1931        | JŠK Spalato – Orkan Dugi Rat              | 3–0  |
| 21.06.1931        | Zmaj Makarska – Dalmatinac Spalato        | 6–1  |
| SEMIFINALI        |                                           |      |
| 10.05.1931        | JŠK Spalato – Unac Drvar                  | 3–0  |
| 18.07.1931        | Zmaj Makarska – GOŠK K. Gomilica          | 3–1  |
| FINALE            |                                           |      |
| 02.08.1931        | JŠK Spalato – Zmaj Makarska               | 3–1  |
| Fonte: exyufudbal |                                           |      |

### Skopje

#### Città
```
Jug e SSK sono state invitare al 
campionato nazionale
, quindi le loro partite sono state cancellate. Vardar e Jugović erano state sospesi in autunno, il primo è rientrato nel girone di ritorno, mentre il secondo ha cessato l'attività.
Lo Sparta viene dichiarato vincitore del girone cittadino grazie agli scontri diretti favorevoli sul Vardar.
[
13
]
```

|                   | Pos. | Squadra        | Pt                                      | G                                       | V                                       | N                                       | P                                       | GF                                      | GS                                      | QR                                      |
| ----------------- | ---- | -------------- | --------------------------------------- | --------------------------------------- | --------------------------------------- | --------------------------------------- | --------------------------------------- | --------------------------------------- | --------------------------------------- | --------------------------------------- |
|                   | 1.   | Jug Skopje     | 8                                       | 4                                       | 4                                       | 0                                       | 0                                       | 15                                      | 5                                       | 3,000                                   |
|                   | 2.   | SSK Skopje     | 5                                       | 4                                       | 2                                       | 1                                       | 1                                       | 9                                       | 7                                       | 1,285                                   |
|                   | 3.   | Sparta Skopje  | 4                                       | 6                                       | 1                                       | 2                                       | 3                                       | 10                                      | 10                                      | 1,000                                   |
|                   | 4.   | Vardar Skopje  | 1                                       | 4                                       | 0                                       | 1                                       | 3                                       | 2                                       | 11                                      | 0,181                                   |
|                   | 5.   | Jugović Skopje | Sotto squalifica e poi cessata attività | Sotto squalifica e poi cessata attività | Sotto squalifica e poi cessata attività | Sotto squalifica e poi cessata attività | Sotto squalifica e poi cessata attività | Sotto squalifica e poi cessata attività | Sotto squalifica e poi cessata attività | Sotto squalifica e poi cessata attività |
| Fonte: exyufudbal |      |                |                                         |                                         |                                         |                                         |                                         |                                         |                                         |                                         |

|                   | Jug  | SSK  | Spa  | Var  | Jug  |
| ----------------- | ---- | ---- | ---- | ---- | ---- |
| Jug               | –––– | 4-1  | 2-1  | 3–0  | 3–0  |
| SSK               | -    | –––– | 2-2  | 3–0  | 3–0  |
| Sparta            | 0-1  | 2-3  | –––– | 3–0  | 3–0  |
| Vardar            | -    | -    | 2-2  | –––– | n.d. |
| Jugović           | -    | -    | -    | -    | –––– |
| Fonte: exyufudbal |      |      |      |      |      |

#### Finale
```
La finale viene disputata fra lo Sparta (vincitore del gruppo città) ed il 
Bitola
 (rappresentante della provincia).
```

|                   | Finale |               | Date       |
| ----------------- | ------ | ------------- | ---------- |
| Bitola            | 5–2    | Sparta Skopje | 16.08.1931 |
| Sparta Skopje     | 3–4    | Bitola        | 30.08.1931 |
|                   |        |               |            |
| Fonte: exyufudbal |        |               |            |

## Altre sottofederazioni
```
Le vincitrici delle neoformate sottofederazioni di 
Niš
 e 
Cettigne
 non ottenevano la qualificazione al 
Državno prvenstvo 1930-1931
.
```

### Niš
```
L'8 marzo 1931, al hotel "Ruski Car" di 
Niš
, alla presenza del delegato e rappresentante della 
BLP
 Dušan Spasović, viene fondata la 
Niški loptački podsavez
. Vi sono 40 delegati da 19 dei 24 club confluiti nella sottofederazione, ovvero quelli di Niš (prima ricadenti nella 
Moravska župa
 della BLP), più quelli di 
Kruševac
 e di 
Leskovac
. Quelli di Leskovac, prima ricadenti sotto la sottofederazione di Skopje, si sono uniti di propria volontà alla 
NLP
. Dopo 4 giorni, il 12 marzo 1931, viene completata la costituzione dell'ufficio commerciale e penale e viene determinata l'istituzione della 
Kruševačka župa
 e della 
Leskovačka župa
 per il 29 marzo dello stesso anno.
[
14
]
```

|                   | Pos. | Squadra        | Pt | G  | V | N | P | GF | GS | QR    |
| ----------------- | ---- | -------------- | -- | -- | - | - | - | -- | -- | ----- |
|                   | 1.   | Građanski Niš  | 16 | 10 | 6 | 4 | 0 | 27 | 6  | 4,500 |
|                   | 2.   | Sinđelić Niš   | 15 | 10 | 7 | 1 | 2 | 20 | 9  | 2,222 |
|                   | 3.   | Pobeda         | 12 | 10 | 5 | 2 | 3 | 32 | 13 | 2,461 |
|                   | 4.   | Železničar Niš | 10 | 10 | 4 | 2 | 4 | 16 | 16 | 1,000 |
|                   | 5.   | Jugoslavija    | 5  | 10 | 2 | 1 | 7 | 9  | 20 | 0,450 |
|                   | 6.   | Grafičar       | 4  | 10 | 2 | 0 | 8 | 6  | 38 | 0,157 |
| Fonte: exyufudbal |      |                |    |    |   |   |   |    |    |       |

|                   | Gra  | Sin  | Pob  | Žel  | Jug  | Gra  |
| ----------------- | ---- | ---- | ---- | ---- | ---- | ---- |
| Građanski         | –––– | 1-1  | 2-2  | 5-1  | 4-0  | 3-0  |
| Sinđelić          | 0-3  | –––– | 3-1  | 3–0  | 1-0  | 5-0  |
| Pobeda            | 0-3  | 1-3  | –––– | 2-2  | 3-1  | 4-0  |
| Železničar        | 1-2  | 1-2  | 1-0  | –––– | 2-1  | 6-1  |
| Jugoslavija       | 1-1  | 2-0  | 1-3  | 1-2  | –––– | 1-0  |
| Grafičar          | 0-4  | 0-2  | 0-12 | 1-0  | 3–0  | –––– |
| Fonte: exyufudbal |      |      |      |      |      |      |

### Cettigne
```
La 
Cetinjski nogometni podsavez
 viene costituita l'8 marzo 1931, secondo le disposizioni dell'Assemblea della 
JNS
 sulla formazione di due nuove sottofederazione con sede a 
Cetinje
 e 
Niš
. Il nome originale era 
Zetski nogometni podsavez
 (sottofederazione calcistica della 
Banovina della Zeta
) e la sessione costituente si tiene nella sala della "Dome Slobode" a Cetinje. La sottofederazione comprende i club del 
Montenegro
 e delle 
Bocche di Cattaro
, che prima si trovavano in 3 župe (parrocchie) della sottofederazione di Spalato. Alla sessione partecipano tutti i 10 club che appartengono a questa sottofederazione, ed è aperta dal delegato della JNS, l'ing. Milivoj Dobrić, quindi viene selezionata la commissione di verifica con 2 registratori e 2 certificatori. Vengono inoltre verificate 9 iscrizioni dei club (solo l'iscrizione del SK Primorac Kotor è stata respinta perché il club si sta fondendo con un altro e l'iter non è ancora completato). Dopo un lungo accordo, viene eletto primo presidente della 
CLP
 Nikola Latković di Cetinje. La prima stagione si gioca nella primavera del 1931 secondo il sistema dell'
eliminazione diretta
, e principalmente a causa del piccolo numero di squadre coinvolte, si usa ancora per due stagioni questa formula, prima di passare finalmente al 
girone unico
.
[
15
]
```

| PRIMO TURNO            |                                  |     |
| 22.03.1931             | Crnogorac – Lovćen               | 3–2 |
| 22.03.1931             | Orjen Tivat – Zrinjski Tivat     | 3–1 |
| 22.03.1931             | Jugosloven Kotor – Crnojević Bar | 3–0 |
| 22.03.1931             | Budućnost – Balšić               | 4–1 |
| 22.03.1931             | Crnogorac – Lovćen               | 8–2 |
| Njegoš Berane esentato |                                  |     |
| SECONDO TURNO          |                                  |     |
| 05.04.1931             | Obilić Nikšić – Orjen Tivat      | 8–1 |
| 05.04.1931             | Budućnost – Njegoš Berane        | 3–0 |
| 05.04.1931             | Crnogorac – Jugosloven Kotor     | 2–1 |
| SEMIFINALI             |                                  |     |
| 26.04.1931             | Obilić Nikšić – Budućnost        | 5–3 |
| Crnogorac esentato     |                                  |     |
| FINALE                 |                                  |     |
| 17.05.1931             | Crnogorac – Obilić Nikšić        | 2–1 |
| Fonte: exyufudbal      |                                  |     |